# Autumn Fire

Autumn Fire est un court métrage expérimental réalisé entre 1930 et 1933 par le critique et professeur de cinéma Herman G. Weinberg (1908-1983).

## Synopsis
Une femme, Erna, à la campagne, regarde par sa fenêtre, puis sort de chez elle observer la nature. Un homme, Fred, en ville, se promène sur les docks. Elle lui écrit qu'elle souhaite le revoir. Ils se retrouvent dans une gare.

## Fiche technique
- Image et réalisation : Herman G. Weinberg
- Format : Noir et blanc, muet
- Durée : 15 min ou 22 min

## Distribution
- Erna Bergman : Erna
- Willy Hildebrand : Fred

## Production
Herman G. Weinberg est à l'origine un étudiant en musique qui est venu au cinéma en écrivant des musiques de films muets, puis a géré des salles et est devenu critique de cinéma. Il a réalisé un premier film muet en 1920, A City Symphony, qu'il aurait détruit pour en utiliser les plans se déroulant à Manhattan dans Autumn Fire. Néanmoins cette affirmation est étonnante et certains critiques doutent qu'elle soit vraie car il est pour eux difficile de croire que ce futur historien du cinéma ait pu détruire un de ses films alors qu'il avait déjà eu des projections publiques.
Autumn Fire aurait été réalisé afin d'offrir un rôle à Erna Bergman, une jeune femme que Weinberg adorait. Les plans avec elle ont été filmés en premier. Weinberg épousera Erna Bergman peu après qu'elle aura vu le film.

## Analyse
Même s'il est rarement projeté et reste peu connu, Autumn Fire est un film important car il fait le lien entre le cinéma d'avant-garde des années 1920 et celui des années 1930, tant il est lié à plusieurs films expérimentaux de cette époque. La structure narrative vient de Sergueï Eisenstein dont le réalisateur appréciait les techniques de montage. Les méthodes de filmage documentaire qui s'y trouvent sont proches de celles du soviétique Dziga Vertov et de l'allemand Walter Ruttmann, auteur de Berlin, symphonie d'une grande ville, film dont Weinberg a revendiqué l'influence.
Le film peut d'ailleurs s'inscrire dans un ensemble de « symphonies urbaines », des films qui montrent des grandes villes, tournés en Europe dans les années 1920, et aux États-Unis dans les années 1930. Ces films mêlent les pratiques documentaires et le cinéma d'avant garde, afin d'augmenter la perception qui peut se faire de la réalité. Le climat psychologique ressemble à celui de films de Jean Epstein et Dimitri Kirsanov ; le film Brumes d'automne de Kirsanov a d'ailleurs inspiré l'auteur d'Autumn Fire. Il est aussi possible de voir dans ce que Weinberg appelle un « poème filmé » l'influence de L'Aurore de Friedrich Wilhelm Murnau.
L'atmosphère est « très poétique », incitant le spectateur à trouver par lui-même un sens aux images, lui laissant ressentir la brume, la pluie ou le vent qui sont montrés. L'environnement de chacun des personnages (la campagne pour elle, la ville pour lui) est le reflet de leur solitude et de leurs sentiments.
Certains procédés d'Autumn Fire annoncent ceux du film de Maya Deren Meshes of the Afternoon (1943).

## Préservation du film
Le négatif 35 mm original d'Autumn Fire a été retrouvé en 1993 et est conservé au musée George Eastman House. Le Museum of Modern Art de New York en détient une copie du négatif en 16 mm et une copie positive de référence.